# Sköndal (postort)
Sköndal är en postort i Söderort inom Stockholms kommun, som bildades 1993 genom att ett område avskiljdes från postorten Farsta. Postnumren ligger i serien 128 XX (delad med Skarpnäck och Bagarmossen som inrättades samtidigt).
Det fanns i området ett postkontor, som namnändrades från Farsta 4 till Sköndal, men som upphörde redan 1995 och ersattes av postombud i butik.